# كأس أمريكا الجنوبية 1957
كأس أمريكا الجنوبية 1957 لكرة القدم، عقدت في بيرو وفازت بها منتخب الأرجنتين، وحلت البرازيل بالمركز الثاني.